# Allium gunibicum
Espèce
Classification APG III (2009)
Allium gunibicum est une espèce de plantes à fleurs du genre Allium, de la famille des Amaryllidaceae et de l'ordre des Asparagales. C'est une plante bulbeuse géophyte vivace présente dans le nord-est du Caucase.

## Taxonomíe
Allium gunibicum a été décrit par Miscz. ex Grossh. et publié dans Fl. Kavkaza 1 : 208 (1928),,,. 
Elle a pour synonymes :
- Allium salthynicum Tscholok.
- Allium chevsuricum Tscholok.
- Allium charadzeae Tscholok.